# Yang Jun (artista marziale)
Yang Jun (楊軍T, 杨军S, Yáng JūnP; Taiyuan, 1968) è un artista marziale cinese.
È il quinto caposcuola del taijiquan della famiglia Yang. Figlio di Yang Dao Fang, nipote di Yang Zhenduo, bisnipote di Yang Luchan (fondatore del taijiquan stile Yang) Yang Jun è discendente di sesta generazione della famiglia Yang.

## Biografia
Il Maestro Yang Jun ha cominciato a studiare all'età di soli 5 anni col Maestro Yang Zhenduo, suo nonno, che lo ha cresciuto e preparato a continuare e sviluppare l'arte marziale tradizionale della famiglia Yang. È competente nel taijiquan, spada, sciabola e spingere con le mani e in molte altre forme di taiji. Nel 1989 si è laureato in Educazione fisica all'Università dello Shanxi, Cina. Dopo la laurea ha viaggiato e insegnato insieme a suo nonno in seminari in America ed Europa.
Il 29 ottobre 1998, ha fondato insieme a suo nonno Yang Zhenduo l'International Yang Style Tai Chi Chuan Association a Seattle (Washington, USA). Ha fatto da assistente a suo nonno nei video didattici Taijiquan stile Yang di Yang Zhenduo (edizione per l'estero, 1990) e Taijiquan, spada e sciabola (1996), prodotti da China Sports Publishers. Nell'agosto 1999, col sostegno di suo nonno, si è trasferito con la moglie Fang Hong (方虹), dalla Cina a Seattle, dove insegna e funge da presidente della Associazione Internazionale.
Nel 2001 ha pubblicato il video didattico “Taijiquan stile Yang forma 49” (edizione inglese) e nel 2005 il DVD didattico Taijiquan della famiglia Yang - Forma tradizionale (edizione inglese). Yang Jun ha una figlia, Yang Yaning (杨雅宁), nata nel 1992, e un figlio, Yang (Jason) Yajie (杨雅杰), nato nel 2002.

## Quinto caposcuola
Nel luglio 2009, al Primo Symposium Internazionale di Taijiquan, il caposcuola del Taijiquan della famiglia Yang, Granmaestro Yang Zhenduo, ha proclamato Yang Jun quinto caposcuola del Taijiquan tradizionale della famiglia Yang.